# جام خیریه انگلستان ۲۰۱۵
جام خیریه انگلستان ۲۰۱۵ که به خاطر اسپانسرش با نام جام خیریه انگلستان حمایت شده توسط مک‌دونالد ۲۰۱۶ نیز شناخته می‌شود، نود و سومین مسابقهٔ جام خیریه انگلستان بود که بین تیم‌های آرسنال و چلسی برگزار شد و آرسنال با تک‌گل چمبرلین چلسی را شکست داد و جام را بالای سر برد.